# Mórmons e islã
Desde o século XIX que a fé mórmon e o Islã tem sido comparados. Joseph Smith é descrito como um "Maomé moderno" pelo New York Herald logo após seu assassinato, em junho de 1844. Usando como base sua carreira religiosa iniciada ainda jovem, comparações são feitas entre as duas religiões tanto de uma forma acadêmica como para criticá-los. As relações entre as duas religiões sempre foram cordiais e se incrementou a cooperação entre elas.

## Contexto
Ambas são religiões abraâmicas e ambas trabalham como Jesus tendo um papel relevante. Os Salafistas são vistos como hostis a violência e apolíticos assim como mórmons e demais protestantes.

### Similaridades gerais
- Um anjo envia a mensagem para o profeta.[10]
- A primeira esposa do profeta é mais velha do que ele.
- Livre interpretação dos textos sagrados.
- Iconoclastia.
- Busca referência em Adão.
- Creem que a bíblia atual foi adulterada.[11]
- Rejeitam o pecado original e a trindade.[10]
- São missionários.[11]
- Valorizam valores familiares.
- Não precisa de teologia.[12]
- A fé é o suficiente para a vida.
- Boas obras salvam.
- Ênfase na caridade.[13][14][15]
- O casamento continua após a morte.

## Comparação com outras igrejas mórmons
Outras facções como os Strangitas aceitam o Deus Pai com uma ênfase maior e que ele nunca foi homem. Entretanto, eles afirmam que Deus tem um corpo de carne e ossos. Alguns setores fundamentalistas mórmons ainda aceitam a poligamia. e a Comunidade de Cristo aceita um diálogo ativo com o Islã e usa trechos do Corão para lecionar para a juventude.

### Família
O Islã e os mórmons costumam a se chamar mutualmente de irmãos e as duas religiões acreditam que o casamento continua na eternidade. O casamento, mesmo depois de feito um novo após a viuvez, é perpetuado no céu em ambas as fés.

### Profetas
O Islã reconhece mais de 200 mil profetas, embora só numere 25.

#### Salvação
As duas fés intencionam a gentileza como propósito da criação e que o inferno e o céu são eternos com graus de intensidade. Aqueles que foram menos fiéis terão uma recompensa menor, mas ainda assim serão recompensados.

#### Dieta
O Islã e o mormonismo proíbem o uso de álcool atualmente. Porém, no caso mórmon, isso ocorre tardiamente. E proíbem o consumo de sangue e de carne sacrificada a outros deuses.

#### Outras comparações
Ambas as fés tem uma crítica textual extensa. E ambas reconhecem todos os personagens da Bíblia, mas acreditam que existem erros humanos nela. Ambas também são iconoclastas e fundamentalistas. Os dois grupos religiosas também crescem no mundo moderno.